# گل‌کوب تاج‌آتشی
گل‌کوب تاج‌آتشی (نام علمی: Dicaeum anthonyi) نام یک گونه از سرده گل‌کوب‌های اصلی است.